# Minarelli

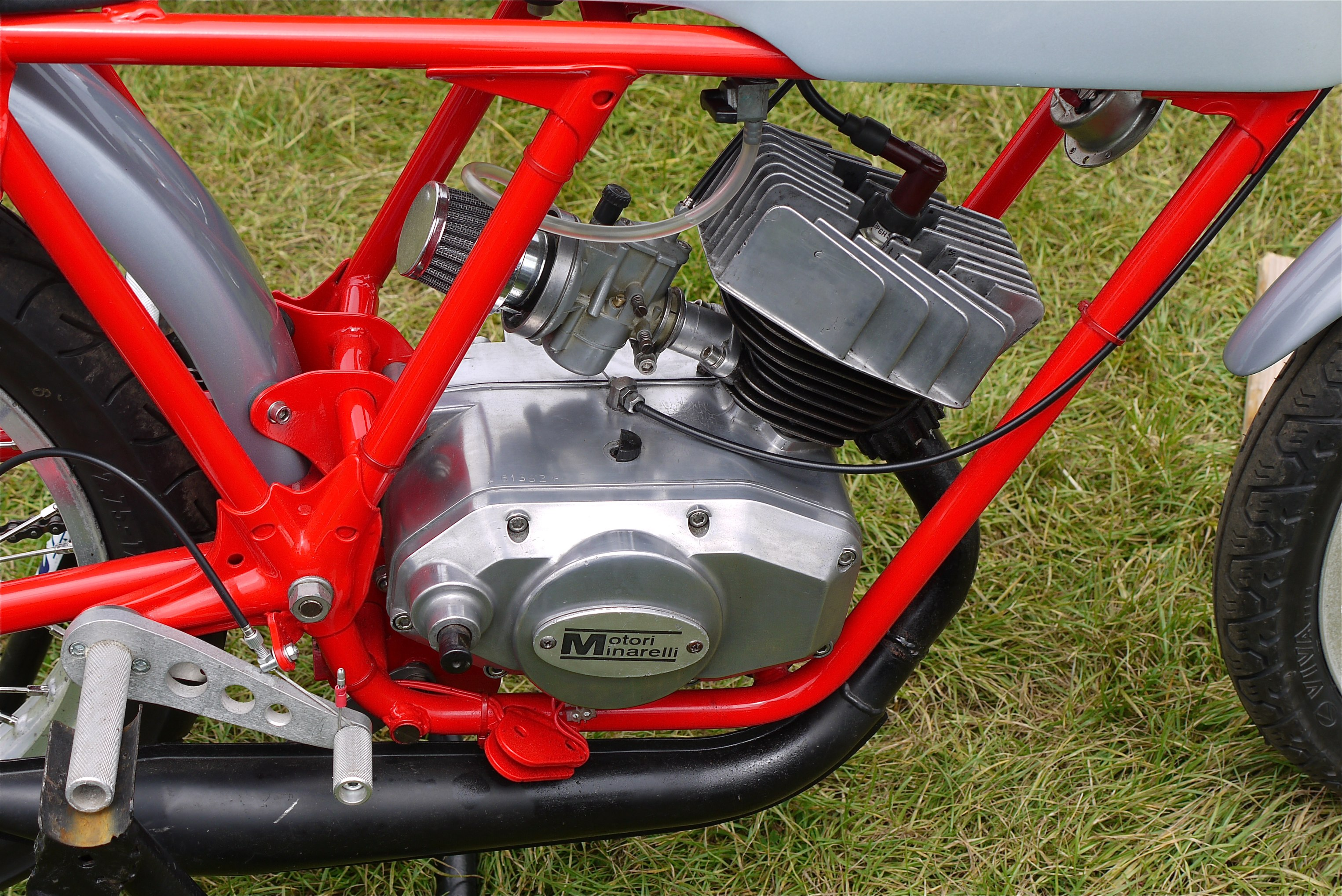
Minarelli P6 50cc, 1975

Motori Minarelli ist ein italienischer Motorenhersteller mit Sitz in Calderara di Reno bei Bologna.

## Geschichte
Das Unternehmen wurde 1951 als Motorradhersteller F.B.M. (Fabbrica Bolognese Motori) in Bologna gegründet und stellt seit 1956, als F.B. Minarelli, nur noch Zweitaktmotoren her. 1967 folgte die Umbenennung zu Motori Minarelli.
Im Jahr 2002 wurde Minarelli von der Yamaha Corporation übernommen.
Im Oktober 2020 verkaufte Yamaha das Unternehmen an die italienische Fantic Motor S.p.A.

## Motorradsport
Der spanische Weltmeister Ángel Nieto fuhr u. a. für Minarelli und errang in der Motorrad-Weltmeisterschaft 1979 und 1981 jeweils den Titel in der 125-cm³-Hubraumklasse der Motorrad-Weltmeisterschaft.